# نربي بية تشهار قاش (بهمئي غرمسيري الشمالي)
نربي بیة تشهار قاش (بالفارسية: نربی پیه چهارقاش) هي قرية تقع في إيران في قسم بهمئي غرمسیري الشمالي الريفي. يقدر عدد سكانها بـ 0 نسمة بحسب إحصاء 2016.